# NASCAR Sprint Cup 2010

Logo des Sprint Cup

Der NASCAR Sprint Cup 2010 begann am 6. Februar 2010 mit dem Budweiser Shootout auf dem Daytona International Speedway gefolgt vom 52. Daytona 500 am 15. Februar 2010. Der Chase for the Sprint Cup begann am 19. September 2010 mit dem Sylvania 300 auf dem New Hampshire Motor Speedway. Die Saison endete am 21. November 2010 mit dem Ford 400 im Zuge des Ford Championship Weekends. Jimmie Johnson gewann den Sprint Cup 2010.

## Teilnehmer
Jedes Sprint-Cup-Rennen in der Saison 2010 hatte ein maximales Starterfeld von 43 Autos. Die ersten 35 der Owner Points (Punktestand der jeweiligen Besitzer eines Rennwagens) des Jahres 2009 wurden ein Startplatz bei den ersten fünf Rennen der Saison 2010 garantiert. Wenn ein Fahrer von einem Team innerhalb der ersten 35 der Owner Points zu einem neuen Team wechselte, hatte dieser keinen garantierten Startplatz mehr, es sei denn, es war ebenfalls in den Top 35 der Owner Points platziert. Wenn ein früherer Champion jedoch nicht in den Top 35 war und es auch nicht schaffte, sich für das Rennen zu qualifizieren, konnte er auf eine sogenannte Past Champion Provisional zurückgreifen, die ihm einen Startplatz garantierte. Jedoch sind die Past Champion Provisionals seit der Saison 2007 auf eine Anzahl von sechs Rennen pro Saison beschränkt.
| Nummer | Fahrer                    | Sponsor | Automarke | Team                      |
| ------ | ------------------------- | --- | --------- | ------------------------- |
| 00     | David Reutimann           | Aaron’s Dream Machine / Best Western / Tums (5 Rennen)                                                                 | Toyota    | Michael Waltrip Racing    |
| 1      | Jamie McMurray            | Bass Pro Shops (20 Rennen)                                                                                             | Chevrolet | Earnhardt Ganassi Racing  |
| 2      | Kurt Busch                | Miller Lite | Dodge     | Penske Racing             |
| 5      | Mark Martin               | GoDaddy.com (20 Rennen) / Carquest (8 Rennen) / Delphi (2 Rennen)                                                      | Chevrolet | Hendrick Motorsports      |
| 6      | David Ragan               | UPS | Ford      | Roush Fenway Racing       |
| 7      | Robby Gordon              | Monster Energy / Menards / POLARIS / Warner Music                                                                      | Toyota    | Robby Gordon Motorsports  |
| 9      | Kasey Kahne               | Budweiser | Ford      | Richard Petty Motorsports |
| 09     | Aric Almirola             | Miccosukee Resort & Gaming                                                                                             | –         | Phoenix Racing            |
| 11     | Denny Hamlin              | FedEx | Toyota    | Joe Gibbs Racing          |
| 12     | Brad Keselowski           | Verizon Wireless | Dodge     | Penske Racing             |
| 13     | Max Papis                 | Geico | Toyota    | Germain Racing            |
| 14     | Tony Stewart              | Office Depot (22 Rennen) / Old Spice (14 Rennen) / Burger King (2 Rennen)                                              | Chevrolet | Stewart Haas Racing       |
| 16     | Greg Biffle               | 3M / Post-It / Red Cross                                                                                               | Ford      | Roush Fenway Racing       |
| 17     | Matt Kenseth              | Crown Royal (18 Rennen) / Valvoline (3 Rennen)                                                                         | Ford      | Roush Fenway Racing       |
| 18     | Kyle Busch                | Interstate Batteries (6 Rennen) / M&Ms (23 Rennen) / Pedigree (3 Rennen) / Snickers (2 Rennen) / Doublemint (2 Rennen) | Toyota    | Joe Gibbs Racing          |
| 19     | Elliott Sadler            | Stanley Tools | Ford      | Richard Petty Motorsports |
| 20     | Joey Logano               | Home Depot | Toyota    | Joe Gibbs Racing          |
| 24     | Jeff Gordon               | DuPont / Pepsi / National Guard (8 Rennen)                                                                             | Chevrolet | Hendrick Motorsports      |
| 26     | David Stremme             | Air National Guard | Ford      | Latitude 43 Motorsports   |
| 29     | Kevin Harvick             | Shell / Reeses | Chevrolet | Richard Childress Racing  |
| 31     | Jeff Burton               | Caterpillar / Prilosec / Lenox Industrial Tools                                                                        | Chevrolet | Richard Childress Racing  |
| 33     | Clint Bowyer              | General Mills / BB&T / The Hartford / Prilosec                                                                         | Chevrolet | Richard Childress Racing  |
| 34     | Travis Kvapil             | Taco Bell / Long John Silvers                                                                                          | Ford      | Front Row Motorsports     |
| 36     | Mike Bliss                | Wave Energy Drink (14 Rennen)                                                                                          | Toyota    | Tommy Baldwin Racing      |
| 37     | Kevin Conway              | Extenze | Ford      | Front Row Motorsports     |
| 39     | Ryan Newman               | US Army / Haas Automation / Tornados                                                                                   | Chevrolet | Stewart Haas Racing       |
| 42     | Juan Pablo Montoya        | Target | Chevrolet | Earnhardt Ganassi Racing  |
| 43     | A.J. Allmendinger         | Best Buy | Ford      | Richard Petty Motorsports |
| 46     | Terry Cook                | – | Dodge     | Whitney Motorsports       |
| 47     | Marcos Ambrose            | Little Debbie / Clorox / Kingsford Charcoal / Bush’s Baked Beans / Lance Snacks / Kleenex (5 Rennen)                   | Toyota    | JTG Daugherty Racing      |
| 48     | Jimmie Johnson            | Lowe’s / Kobalt Tools                                                                                                  | Chevrolet | Hendrick Motorsports      |
| 55     | Michael McDowell          | – | Toyota    | Prism Motorsports         |
| 56     | Martin Truex junior       | NAPA Auto Parts | Toyota    | Michael Waltrip Racing    |
| 66     | Dave Blaney               | – | Toyota    | Prism Motorsports         |
| 71     | Bobby Labonte             | Taxslayer.com (12 Rennen)                                                                                              | –         | TRG Motorsports           |
| 77     | Sam Hornish junior        | Mobil 1 / Penske Truck Rental / AAA / Auto Club                                                                        | Dodge     | Penske Racing             |
| 78     | Regan Smith               | Furniture Row | Chevrolet | Furniture Row Racing      |
| 82     | Scott Speed               | Red Bull | Toyota    | Team Red Bull             |
| 83     | Brian Vickers Casey Mears | Red Bull | Toyota    | Team Red Bull             |
| 87     | Joe Nemechek              | – | Toyota    | NEMCO Motorsports         |
| 88     | Dale Earnhardt junior     | AMP Energy / National Guard                                                                                            | Chevrolet | Hendrick Motorsports      |
| 98     | Paul Menard               | Menards | Ford      | Richard Petty Motorsports |
| 99     | Carl Edwards              | Aflac / Subway / Scotts (6 Rennen) / Kelloggs & Cheez-it (2 Rennen)                                                    | Ford      | Roush Fenway Racing       |

## Rennkalender
| Datum                                       | Rennen                                   | Rennstrecke                     | Pole-Position         | Sieger              |
| ------------------------------------------- | ---------------------------------------- | ------------------------------- | --------------------- | ------------------- |
| 06.02.2010                                  | Budweiser Shootout *                     | Daytona International Speedway  | Carl Edwards          | Kevin Harvick       |
| 11.02.2010                                  | Gatorade Duel 1 *                        | Daytona International Speedway  | Mark Martin           | Jimmie Johnson      |
| 11.02.2010                                  | Gatorade Duel 2 *                        | Daytona International Speedway  | Dale Earnhardt junior | Kasey Kahne         |
| 14.02.2010                                  | Daytona 500                              | Daytona International Speedway  | Mark Martin           | Jamie McMurray      |
| 21.02.2010                                  | Auto Club 500                            | Auto Club Speedway              | Jamie McMurray        | Jimmie Johnson      |
| 28.02.2010                                  | Shelby American                          | Las Vegas Motor Speedway        | Kurt Busch            | Jimmie Johnson      |
| 07.03.2010                                  | Atlanta 500                              | Atlanta Motor Speedway          | Dale Earnhardt junior | Kurt Busch          |
| 21.03.2010                                  | Food City 500                            | Bristol Motor Speedway          | Joey Logano           | Jimmie Johnson      |
| 28.03.2010                                  | Goody’s Fast Pain Relief 500             | Martinsville Speedway           | Kevin Harvick         | Denny Hamlin        |
| 04.04.2010                                  | Subway Fresh Fit 600                     | Phoenix International Raceway   | A.J. Allmendinger     | Ryan Newman         |
| 18.04.2010                                  | Samsung Mobile 500                       | Texas Motor Speedway            | Tony Stewart          | Denny Hamlin        |
| 25.04.2010                                  | Aaron’s 499                              | Talladega Superspeedway         | Jimmie Johnson        | Kevin Harvick       |
| 02.05.2010                                  | Crown Royal 400                          | Richmond International Raceway  | Kyle Busch            | Kyle Busch          |
| 08.05.2010                                  | Southern 500                             | Darlington Raceway              | Jamie McMurray        | Denny Hamlin        |
| 16.05.2010                                  | Autism Speaks 400                        | Dover International Speedway    | Martin Truex junior   | Kyle Busch          |
| 22.05.2010                                  | Sprint Showdown *                        | Charlotte Motor Speedway        | David Ragan           | Martin Truex junior |
| 22.05.2010                                  | Sprint All-Star Race XXVI *              | Charlotte Motor Speedway        | Kurt Busch            | Kurt Busch          |
| 30.05.2010                                  | Coca-Cola 600                            | Charlotte Motor Speedway        | Ryan Newman           | Kurt Busch          |
| 06.06.2010                                  | Gillette Fusion ProGlide 500             | Pocono Raceway                  | Kyle Busch            | Denny Hamlin        |
| 13.06.2010                                  | Heluva Good! Sour Cream Dips 400         | Michigan International Speedway | Kurt Busch            | Denny Hamlin        |
| 20.06.2010                                  | Toyota/Save Mart 350                     | Infineon Raceway                | Kasey Kahne           | Jimmie Johnson      |
| 27.06.2010                                  | Lenox Industrial Tools 301               | New Hampshire Motor Speedway    | Juan Pablo Montoya    | Jimmie Johnson      |
| 03.07.2010                                  | Coke Zero 400                            | Daytona International Speedway  | Kevin Harvick         | Kevin Harvick       |
| 10.07.2010                                  | LifeLock.com 400                         | Chicagoland Speedway            | Jamie McMurray        | David Reutimann     |
| 25.07.2010                                  | Brickyard 400                            | Indianapolis Motor Speedway     | Juan Pablo Montoya    | Jamie McMurray      |
| 01.08.2010                                  | Sunoco Red Cross Pennsylvania 500        | Pocono Raceway                  | Tony Stewart          | Greg Biffle         |
| 08.08.2010                                  | Heluva Good! Sour Cream Dips at the Glen | Watkins Glen International      | Carl Edwards          | Juan Pablo Montoya  |
| 15.08.2010                                  | Carfax 400                               | Michigan International Speedway | Kasey Kahne           | Kevin Harvick       |
| 21.08.2010                                  | Irwin Tools Night Race                   | Bristol Motor Speedway          | Jimmie Johnson        | Kyle Busch          |
| 05.09.2010                                  | Emory Healthcare 500                     | Atlanta Motor Speedway          | Denny Hamlin          | Tony Stewart        |
| 11.09.2010                                  | Air Guard 400                            | Richmond International Raceway  | Carl Edwards          | Denny Hamlin        |
| Hier beginnt der „Chase for the Sprint Cup“ |                                          |                                 |                       |                     |
| 19.09.2010                                  | Sylvania 300                             | New Hampshire Motor Speedway    | Brad Keselowski       | Clint Bowyer        |
| 26.09.2010                                  | AAA 400                                  | Dover International Speedway    | Jimmie Johnson        | Jimmie Johnson      |
| 03.10.2010                                  | Price Chopper 400                        | Kansas Speedway                 | Kasey Kahne           | Greg Biffle         |
| 10.10.2010                                  | Pepsi Max 400                            | Auto Club Speedway              | Jamie McMurray        | Tony Stewart        |
| 16.10.2010                                  | Bank of America 500                      | Charlotte Motor Speedway        | Jeff Gordon           | Jamie McMurray      |
| 24.10.2010                                  | Tums Fast Relief 500                     | Martinsville Speedway           | Denny Hamlin          | Denny Hamlin        |
| 31.10.2010                                  | Amp Energy 500                           | Talladega Superspeedway         | Juan Pablo Montoya    | Clint Bowyer        |
| 07.11.2010                                  | AAA Texas 500                            | Texas Motor Speedway            | Elliott Sadler        | Denny Hamlin        |
| 14.11.2010                                  | Kobalt Tools 500                         | Phoenix International Raceway   | Carl Edwards          | Carl Edwards        |
| 21.11.2010                                  | Ford 400                                 | Homestead-Miami Speedway        | Kasey Kahne           | Carl Edwards        |

* = Rennen, bei denen keine Punkte vergeben werden

## Gesamtwertung

### Fahrerwertung
nach Rennen 36 von 36
| Pos. | Fahrer         | Punkte |
| ---- | -------------- | ------ |
| 1.   | Jimmie Johnson | 6622   |
| 2.   | Denny Hamlin   | 6583   |
| 3.   | Kevin Harvick  | 6581   |
| 4.   | Carl Edwards   | 6393   |
| 5.   | Matt Kenseth   | 6294   |
| 6.   | Greg Biffle    | 6247   |
| 7.   | Tony Stewart   | 6221   |
| 8.   | Kyle Busch     | 6182   |
| 9.   | Jeff Gordon    | 6167   |
| 10.  | Clint Bowyer   | 6155   |
| 11.  | Kurt Busch     | 6142   |
| 12.  | Jeff Burton    | 6033   |
|      | ...            |        |

### Herstellerwertung
Stand: Nach 36 von 36 Rennen
| Pos. | Hersteller | Siege | Punkte |
| ---- | ---------- | ----- | ------ |
| 1.   | Chevrolet  | 18    | 261    |
| 2.   | Toyota     | 12    | 217    |
| 3.   | Ford       | 7     | 176    |
| 4.   | Dodge      | 2     | 138    |